# قرار مجلس الأمن التابع للأمم المتحدة رقم 1410
قرار مجلس الأمن التابع للأمم المتحدة رقم 1410 قرار أممي اتخذ بالإجماع في مايو 2002، بعد الإشارة إلى القرارات السابقة بشأن تيمور الشرقية (تيمور - ليشتي)، ولا سيما القرارات 1272 (1999) و1338 (2001) و1392 (2002)، أنشأ المجلس بعثة الأمم المتحدة لتقديم الدعم إلى تيمور الشرقية (بعثة الأمم المتحدة لتقديم الدعم في تيمور الشرقية) لتحل محل إدارة الأمم المتحدة الانتقالية في تيمور الشرقية.

## الدقة

### الملاحظات
أثنى مجلس الأمن على شعب تيمور الشرقية لجلب الإقليم إلى نقطة الاستقلال، وأشاد بإجراء الانتخابات البرلمانية والرئاسية بنجاح. ورحبت بالخطوات التي اتخذها قادة تيمور الشرقية لإقامة علاقات جيدة مع الدول المجاورة، لكنها لاحظت أن المؤسسات في الإقليم ما زالت هشة وستحتاج إلى المساعدة.
ورحب بتوصية الأمين العام كوفي عنان بإنشاء بعثة خلف للإدارة الانتقالية لمدة سنتين. علاوة على ذلك أقر المجلس بالتحديات الطويلة والقصيرة الأجل التي تواجه أمن واستقرار تيمور الشرقية.

### الأعمال
أُنشئت بعثة الأمم المتحدة لتقديم الدعم في تيمور الشرقية لفترة أولية مدتها 12 شهرا تبدأ في 20 مايو 2002. وستكلف ولايتها بتقديم المساعدة إلى الهياكل الإدارية الأساسية، وإنفاذ القانون المؤقت والأمن، وتسهم في الحفاظ على أمن تيمور الشرقية. وسيرأس العملية الممثل الخاص للأمين العام وستتألف من عنصر شرطة مؤلف من 1.250 ضابطًا وعنصر عسكري يصل قوامه إلى 5.000 جندي بمن فيهم 120 مراقبًا. طُلب تفعيل البرامج التالية:
- الاستقرار والديمقراطية والعدالة.
- الأمن العام وإنفاذ القانون.
- الأمن الخارجي ومراقبة الحدود.

وسيبقى التقدم نحو استكمال البرامج قيد الاستعراض مع تخفيض حجم بعثة الأمم المتحدة لتقديم الدعم في تيمور الشرقية في أقرب وقت ممكن. وقرر المجلس كذلك أن تكون العملية ملزمة بمبادئ حقوق الإنسان المعترف بها دولياً، وأن تتخذ جميع التدابير اللازمة للوفاء بولايتها بموجب الفصل السابع من ميثاق الأمم المتحدة. وخلال فترة سنتين كان من المتوقع أن تنقل البعثة المسؤوليات التنفيذية إلى سلطات تيمور الشرقية.
وحث المجتمع الدولي على تقديم المساعدة أثناء إنشاء دائرة شرطة تيمور الشرقية وقوة دفاع تيمور الشرقية. ودعا القرار إلى إبرام جميع الاتفاقات والترتيبات مثل اتفاق مركز القوات لإنفاذ ولاية بعثة الأمم المتحدة لتقديم الدعم في تيمور الشرقية. ورحبت بالتقدم المحرز بين تيمور الشرقية وإندونيسيا في حل القضايا وشددت على أهمية التعاون بين الحكومتين. أخيرا، طُلب إلى الأمين العام إبقاء المجلس على علم بالحالة، وتقديم تقارير كل ستة أشهر بشأن هذه المسألة.